# Anochetus ambiguus
Anochetus ambiguus är en myrart som beskrevs av De Andrade 1994. Anochetus ambiguus ingår i släktet Anochetus och familjen myror. Inga underarter finns listade i Catalogue of Life.